# Michel Yost
Michel Yost (ou Michèl) est un clarinettiste et compositeur français né en 1754 à Paris, où il est mort le 5 juillet 1786. Il passe pour l'un des premiers clarinettistes virtuoses en France et le fondateur de l'école française de clarinette.

## Biographie
Il commence par apprendre le hautbois, mais étudie la clarinette avec Johann Joseph Beer. Son premier concert comme soliste a lieu en 1777 dans le cadre du Concert Spirituel. Les critiques ont noté qu'il possède une grande virtuosité et que le son de sa clarinette est très mélodieux. De 1781 à 1786, il donne des concerts, où il joue parfois des œuvres écrites par lui. En 1785, il exécute un solo de clarinette très remarqué dans le ballet Mirza de Maximilien Gardel, il fut nommé après cette exécution le célèbre Michel. Bien qu'il n'ait pas obtenu de formation en composition, il a composé quatorze concertos pour clarinette et de nombreux morceaux pour ensemble de chambre avec cet instrument. Plusieurs de ses compositions ont été publiées, parfois après sa mort, avec l'aide de son ami le compositeur Johann Christoph Vogel.
Bien que sa vie ait été très courte, Yost a formé plusieurs clarinettistes de haut niveau ; Jean-Xavier Lefèvre est le plus célèbre d'entre eux.

## Ses œuvres
- 14 concertos pour clarinette et orchestre, dont trois sont posthumes et certains mentionnant aussi le nom de Vogel[3]
- 30 quatuors pour clarinette, violon, alto et violoncelle[3]
- 8 livres de duos pour deux clarinettes[3]
- Airs variés pour clarinette avec alto et violoncelle[3]

## Discographie
- Concertos pour clarinette et orchestre par Dieter Klöcker (clarinette) et le Prague Chamber Orchestra (MDG Gold 301 0718-2, 1997)
- Three Clarinet Concertos par Susanne Heilig (clarinette) et le Kurpfälzisches Kammerorchester, dir. Marek Štilec (CPO 555 191-2, 2019)